# El penúltimo beso
El penúltimo beso es una telenovela colombiana producida y emitida por RCN Televisión en 2009, creada y escrita por Mauricio Navas, Tania Cárdenas Paulsen y Conchita Ruiz, que narra la historia de Manolo y Noelia, protagonizada por Sebastián Martínez y Camila Zárate.

## Sinopsis
En algún lugar del universo, donde nacen las historias de amor y donde se inspiran las canciones que nutren el alma de los enamorados, alguien estaba poniendo atención cuando Manolo le juró a Noelia que si él pudiera retroceder el tiempo, no volvería a cometer ninguno de los errores que desencadenaron el rompimiento de su noviazgo y la decisión irrevocable por parte de ella, de alejarse, olvidarse de ese amor y contraer matrimonio con Eddy, un novio que tuvo antes de conocer a Manolo. Quien quiera que fuese el personaje que oyó el juramento del protagonista de esta historia, también tuvo el poder para concederle a Manolo su deseo. Solo que esa oportunidad de volver a vivir para reparar las equivocaciones, tiene una condición implacable: si en un lapso de seis meses, Manolo no es capaz de cumplir su juramento, Noelia estará irremediablemente condenada a morir la noche del 6 de septiembre. 
Ese plazo comienza a correr la mañana en la que Manolo se despierta en la clínica después de haber sobrevivido a un grave accidente automovilístico que ocurrió cuando él “iba conduciendo a más de cien”, cegado por la desesperación de tratar de disuadir a Noelia, a la que ahora supone muerta. Cuando Manolo logra entender que Noelia está viva gracias a que a él le devolvieron seis meses en el tiempo, también se entera de que la única manera de evitar que el destino fatal se cumpla es que él no cometa ni un solo error.
Noelia es la única hija de Juan Fernández y Victoria Santamaría, un matrimonio con ínfulas de sangre azul y el poder económico necesario para llegar al barrio donde vive Manolo con la decisión de expulsar a sus habitantes y transformarlo en la nueva zona residencial de lujo para la clase alta de la ciudad. Manolo, por su parte, es el hijo del medio de Silvio Izquierdo y Lupe Preciado, una pareja de hippies que en los años sesenta practicó la filosofía de hacer el amor y no la guerra y que después de veinticinco años de matrimonio, tres hijos, y una casa como único patrimonio económico, siguen comprometidos con ideales como la igualdad, la justicia social y la democracia, formas de pensar y de vivir que para los padres de Noelia no son más que embelecos populares de gente inferior con la que no es posible mezclarse.
Una historia de amor que, por cierto, tiene tanto de melodrama como de comedia y donde una selección de canciones reconocidas de los años 60 y 70 además de unas cuantas más recientes, todas del género de la “música para planchar”, tienen tanto protagonismo como Manolo y como la misma Noelia.

## Elenco
- Sebastián Martínez: Manolo Izquierdo Garza
- Camila Zárate: Noelia Fernández Santamaría
- María Helena Doering: Lupe Preciado de Izquierdo (madre de Manolo, Ernesto y Clara de Luna)
- Kathy Sáenz: Eva María Contento (la mujer de los labios de Rubí/misteriosa vecina del barrio)
- Kristina Lilley: Victoria Santamaría de Fernández (madre de Noelia)
- Juan Carlos Salazar: Leonardo Fernández (hermano de Juan)
- Ulises González: Blas Delgado "El Gordo Bueno" (amigo de Manolo)
- Cristóbal Errázuriz: Benigno Cancelado (vecino y enamorado de Eva María)
- César Mora: Silvio Izquierdo (padre de Manolo, Ernesto y Clara de Luna)
- Humberto Dorado: José José "Pepe" Preciado (hermano de Lupe)
- Rita Bendek: Ángela Dueñas (amante del papá de Noelia)
- Sandra Beltrán: Gloria (vecina de Noelia)
- David Guerrero: Horacio (negociante de Infratáin)
- Pablo Valentín: El Chompiras (amigo de Eutanasio)
- Álvaro Rodríguez: Wagner Ricardo Afanador "Káiser" (padre de Adolfo, villano)
- Juan Manuel Mendoza: Ernesto Izquierdo (hermano de Manolo y Clara de Luna)
- Jenny Osorio: Susana "La Despeinada" Cancelado (hija de Benigno)
- Patricia Tamayo: Damita Segura (amiga de Victoria)
- Santiago Moure: El Profeta (guía espiritual de Manolo)
- Mario Duarte: Eutanasio (exmarido de Martha)
- Javier Gnecco Jr.: Juan Fernández (padre de Noelia)
- Laura Perico: Clara de Luna Izquierdo (hermana de Manolo y Ernesto)
- Mauricio Bastidas: Adolfo Afanador (rival de Manolo, villano)
- Sonia Cubides: Ana María Rushmore (la maldita Ana María)
- Camilo Sáenz: Eduardo Jaramillo "Eddy" (enemigo de Manolo, prometido de Noelia, villano)
- Alfredo Ahnert: Padre Dominique "Padre" (el padre de la iglesia)
- Martha Isabel Bolaños: Belinda (Prima de Speedy)
- Luis Carlos Fuquen: Vladimir Campos (mensajero de Noelia)
- Silvio Ángel: Portero (el portero del edificio de los Fernández)
- Juan Manuel Gallego: Speedy González (empleado de Don Benigno)
- Julián Caicedo: Don Urgido (padre de Belinda)
- Inés Prieto: Inocencia Delgado (madre de Blas)
- Pilar Álvarez: Lady (vecina del barrio)
- Ana María Ramírez: Martha (ayudante del padre Dominique)
- Víctor Hugo Trespalacios
- Vanessa Gallego

## Participaciones especiales
- Ricardo Montaner
- Franco de Vita
- Fausto (cantautor)
- Alejandro Lerner

## Créditos
- Productor: Guillermo Restrepo
- Original de: Mauricio Navas / Conchita Ruiz / Tania Cárdenas Paulsen
- Libretos de: Mauricio Navas / Conchita Ruiz / Tania Cárdenas Paulsen
- Director: Herney Luna
- Director asistente: César Ibagón
- Directora de arte: Mónica Marulanda
- Director de fotografía: Andrés Perdigón
- Asistente de dirección: Adriana Ferreira
- Script: Diana Quiroga
- Coordinador de arte: Ana Paula Zamudio
- Jefe de producción: María Eugenia Salazar
- Continuidad dramática: Johhana Gutiérrez
- Diseño de escenografía: Álvaro José Narváez
- Diseño de vesturio: María Alejandra Morillo / Lina Álvarez
- Diseño de ambientación: Miriam Reina
- Diseño de maquillaje: Verónica Infanto
- Director musical: Osvaldo Montes
- Editora Conceptual: Catalina García
- Musicalización: Natalia Rodríguez